# یوتاکا یامادا
یوتاکا یامادا (やまだ 豊 Yamada Yutaka, زادهٔ ۱۴ مارس ۱۹۸۹) آهنگساز، تنظیم کننده و ارکستراسیون ژاپنی ساکن لس آنجلس است.

## زندگی‌نامه
یوتاکا یامادا دانش‌آموختهٔ کالج موسیقی سنزوکو گاکون در ژاپن است، جاییکه آهنگسازی را تحت نظر توشی‌یوکی واتانابه و ماساتاکا ماتسوئو آموخت. یوتاکا موسیقی متن بیش از ۴۰ پروژه از جمله مجموعه تلویزیونی انیمه توکیو غول، مجموعه تلویزیونی ژاپنی مارومو نو اوکیتو و تعدادی از تبلیغات تلویزیونی همچون «آئودی»، «سامسونگ گلکسی» و «جورجیا (کوکا کولا)» را نوشته‌است.
کار یوتاکا در توکیو غول کمی پس از انتشار آن در سال ۲۰۱۴ مورد توجه عموم قرار گرفت. ساندترک اصلی توکیو غول که شامل آهنگ تم اصلی «آسمان شیشه‌ای» (به خوانندگی دونا برک) بود، محبوبیت زیادی پیدا کرد و بیش از ۵۰٬۰۰۰٬۰۰۰ بازدید در یوتیوب به دست آورده‌است. در سال ۲۰۱۸، امینم از آهنگ «آسمان شیشه‌ای» برای آهنگ «مرد خوب» در آلبوم کامی‌کازه الگوبرداری کرده‌است.
یوتاکا به تولید موسیقی‌های محبوب با همکاری وکالیست‌ها از جمله آهنگ‌های «هرگز منو رها نکن» (به خوانندگی جولیا شورترید) و «دستمو بگیر» (به خوانندگی نیکی) ادامه داده‌است که هر دوی آنها در جایگاه شماره یک جدول آی‌تیونز در ژاپن قرار گرفتند. یوتاکا در سال ۲۰۱۷ به لس آنجلس نقل مکان کرد و فعالیت خود را با انجمن موسیقی ساندترک آغاز کرد.

## آثار

### انیمه
| سال  | عنوان              | نقش(ها)         | منابع  |
| ---- | ------------------ | --------------- | ------ |
| ۲۰۱۳ | احیا کننده روح     | آهنگساز تم اصلی |        |
| ۲۰۱۳ | سورد گای           | آهنگساز تم اصلی |        |
| ۲۰۱۴ | توکیو غول          | آهنگساز         | [ ۷ ]  |
| ۲۰۱۵ | توکیو غول √ای      | آهنگساز         |        |
| ۲۰۱۵ | توکیو غول [جک]     | آهنگساز         | [ ۸ ]  |
| ۲۰۱۵ | توکیو غول پینتو    | آهنگساز         |        |
| ۲۰۱۶ | اونگیری            | آهنگساز تم اصلی |        |
| ۲۰۱۷ | اینفینی-تی فورس    | آهنگساز         |        |
| ۲۰۱۸ | توکیو غول:ری       | آهنگساز         |        |
| ۲۰۱۹ | حماسه وینلند       | آهنگساز         | [ ۹ ]  |
| ۲۰۱۹ | بابیلون            | آهنگساز         | [ ۱۰ ] |
| ۲۰۲۰ | مدعی بزرگ          | آهنگساز         | [ ۱۱ ] |
| ۲۰۲۱ | نایت هد ۲۰۴۱       | آهنگساز         | [ ۱۲ ] |
| ۲۰۲۳ | حماسه وینلند فصل ۲ | آهنگساز         | [ ۱۳ ] |

### مجموعه تلویزیونی
| سال  | عنوان                                            | نقش(ها)                                                 | منابع  |
| ---- | ------------------------------------------------ | ------------------------------------------------------- | ------ |
| ۲۰۱۱ | مارومو نو اوکیتو (فوجی تی‌وی)                     | آهنگساز (سایر قطعات از هیرویوکی ساوانو)                 |        |
| ۲۰۱۱ | مارومو نو اوکیتو (فوجی تی‌وی)                     | آهنگساز                                                 |        |
| ۲۰۱۱ | هانتر – زنان پس از پاداش پول (کانسایی تله‌کستینگ) | آهنگساز                                                 |        |
| ۲۰۱۴ | مارومو نو اوکیتو ۲۰۱۴ (فوجی تی‌وی)                | آهنگساز                                                 |        |
| ۲۰۱۴ | ساعت‌های زندگی من (فوجی تی‌وی)                     | آهنگساز (سایر قطعات از یوشی‌کایی دِوا)                    | [ ۱۴ ] |
| ۲۰۱۴ | چوتوها دارازو نی (ان‌اچ‌کی، بی‌اس پریمیوم)          | آهنگساز                                                 |        |
| ۲۰۱۴ | واتر پلو یانکیز (فوجی تی‌وی)                      | آهنگساز (سایر قطعات از یو تاکامی)                       |        |
| ۲۰۱۴ | بردرلاین (ان‌اچ‌کی)                                | آهنگساز                                                 |        |
| ۲۰۱۵ | آشپز امپراتور (تی‌بی‌اس)                           | آهنگساز (سایر قطعات از تاکه‌فومی هاکه‌تا)                 |        |
| ۲۰۱۵ | فوجیکو (هولو، جی‌سی‌اوام)                          | آهنگساز                                                 |        |
| ۲۰۱۶ | هرگز منو رها نکن (تی‌بی‌اس)                        | آهنگساز                                                 |        |
| ۲۰۱۶ | یادداشت مرگ: نسل جدید (هولو)                     | آهنگساز                                                 |        |
| ۲۰۱۷ | همه ازدواج می‌کنند (فوجی تی‌وی)                    | آهنگساز (سایر قطعات از توشی‌یوکی یاسودا و یوجی نیشی‌گوچی) | [ ۱۵ ] |
| ۲۰۱۷ | سندرم جنایی (توکایی تلویژن، WOWOW)               | آهنگساز                                                 |        |
| ۲۰۱۸ | مظنون حقیقی (WOWOW)                              | آهنگساز                                                 |        |
| ۲۰۲۰ | آلیس در سرزمین مرزی (نتفلیکس)                    | آهنگساز                                                 |        |
| ۲۰۲۱ | قول سیندرلا (تی‌بی‌اس)                             | آهنگساز                                                 | [ ۱۶ ] |
| ۲۰۲۲ | آلیس در سرزمین مرزی فصل ۲ (نتفلیکس)              | آهنگساز                                                 | [ ۱۷ ] |

### فیلم
| سال  | عنوان                                                 | نقش(ها)                               | منابع  |
| ---- | ----------------------------------------------------- | ------------------------------------- | ------ |
| ۲۰۱۳ | پازل اسرارآمیز مادام مارمالاد: ورژن سؤال (تی‌وی توکیو) | آهنگساز (سایر قطعات از تادایوکی ایتو) |        |
| ۲۰۱۳ | پازل اسرارآمیز مادام مارمالاد: ورژن جواب (تی‌وی توکیو) | آهنگساز                               |        |
| ۲۰۱۶ | ای. آی. لاو یو (فوجی تلویژن)                          | آهنگساز                               |        |
| ۲۰۱۶ | یادداشت مرگ: دنیای جدید را روشن کن (برادران وارنر)    | آهنگساز                               | [ ۱۸ ] |
| ۲۰۱۷ | دوستان یک هفته‌ای (شوچیکو)                             | آهنگساز                               |        |
| ۲۰۱۷ | بزن بریم!(توهو)                                       | آهنگساز                               |        |
| ۲۰۱۷ | خندیدن زیر ابرها                                      | آهنگساز                               |        |
| ۲۰۱۸ | اینفینی-تی فورس (شوچیکو)                              | آهنگساز                               |        |
| ۲۰۱۸ | اینسویاشیکی (توهو)                                    | آهنگساز                               |        |
| ۲۰۱۸ | خندیدن زیر ابرها ۲                                    | آهنگساز                               |        |
| ۲۰۱۸ | بلیچ (برادران وارنر)                                  | آهنگساز                               |        |
| ۲۰۱۸ | Cry Me a Sad River                                    | آهنگساز                               |        |
| ۲۰۱۹ | پادشاهی (توهو)                                        | آهنگساز                               |        |
| ۲۰۲۰ | ماسک وارد (برادران وارنر)                             | آهنگساز                               | [ ۱۹ ] |
| ۲۰۲۱ | توکیو ریونجرز (برادران وارنر)                         | آهنگساز                               |        |
| ۲۰۲۱ | کیوب (شوچیکو)                                         | آهنگساز                               |        |
| ۲۰۲۲ | پادشاهی ۲: خیلی دور (توهو، سونی)                      | آهنگساز                               | [ ۲۰ ] |

## جوایز و افتخارات
- جایزه بزرگ سال ۲۰۰۹، در مسابقه تنظیم سازهای زهی 'وین اینسترومنتس'.[۲۱]
- جایزه سیتیزن درخشان سال ۲۰۱۶، («آزالیا کاگایاکی») در شهر کاواساکی، ژاپن.[۲۲]